# Informationsweiterverwendungsgesetz
Das deutsche Informationsweiterverwendungsgesetz (IWG) diente der Weiterverwendung von Informationen öffentlicher Stellen des Bundes und der Länder in Deutschland. Das Gesetz setzte die Richtlinie 2003/98/EG über die Weiterverwendung von Informationen des öffentlichen Sektors (ABl. EG L 345 vom 31. Dezember 2003, S. 90) weitgehend unverändert um. Diese Richtlinie war bis zum 1. Juli 2005 umzusetzen. Das Gesetz wurde durch das Datennutzungsgesetz vom 16. Juli 2021 abgelöst.

## Gesetzesmotive
Ziel der Richtlinie ist die Entwicklung der Informationsgesellschaft. Zugleich soll durch die Verwendung und Verwertung von Informationen öffentlicher Stellen im Gebiet der EU eine Steigerung der Wertschöpfung von 68 Milliarden Euro erzielt werden. Allein auf die Bundesrepublik Deutschland sollen wegen Geodaten davon 2 Milliarden Euro entfallen.
Den öffentlichen Stellen wird zwar gestattet, ihre Daten wirtschaftlich zu nutzen, nun aber nicht mehr exklusiv.

## Kompetenz
Die Kompetenz zur Umsetzung der Richtlinie hat die Bundesregierung auf das Recht der Wirtschaft nach Art. 74 Abs. 1 Nr. 11 GG gestützt.

## Regelung
Ein Zugangsrecht zu den Informationen wurde durch das Gesetz nicht eröffnet. Diesen Zugang eröffnen das Informationsfreiheitsgesetz (IFG) und das Umweltinformationsgesetz (UIG) sowie wenige andere Gesetze. Der Zugang zu Informationen berechtigt aber nicht sogleich zur Weiterverwendung.
Die Weiterverwendung der Informationen steht nach Art. 6 der Richtlinie unter Gebührenvorbehalt. Den öffentlichen Stellen blieb es daher unbenommen, Gebühren oder Entgelte für die Weiterverwendung zu verlangen. Hierfür musste allerdings dem Transparenz-, dem Gleichbehandlungsgebot und dem Missbrauchsverbot genüge getan werden. Die Weiterverwendung konnte weiterhin von Bedingungen abhängig gemacht werden, wenn dies den angesprochenen Geboten und Verboten nicht widersprach.
Eine Weiterverwendung war nach § 1 Abs. 2 IWG nicht zulässig, wenn zu den Informationen kein Zugangsrecht bestand, wenn der Zugang nur bei Nachweis eines rechtlichen oder beruflichen Interesses statthaft war, wenn die Erstellung der Information nicht in den Aufgabenkreis der angerufenen öffentlichen Stelle fiel, wenn die Informationen ein urheberrechtlich geschütztes Werk darstellten oder wenn die Informationen im Besitz öffentlich-rechtlicher Rundfunkanstalten (ARD, ZDF usw.), von Bildungs- und Forschungseinrichtungen oder kultureller Einrichtungen (Museen u. dgl.) waren.
Für das Zusammenwirken von Informationsweiterverwendungsgesetz und Urheberrechtsgesetz bedeutete dies: „Handelt es sich um gemeinfreie amtliche Werke im Sinne von § 5 UrhG, dürfen diese ohne weiteres verwertet werden.“ Demnach bestand ein Recht auf Informationsweiterverwendung, wenn ein Fall des § 5 Abs. 1 UrhG zu bejahen ist.
Die Richtlinie wurde durch die Richtlinie 2013/37/EU geändert. Die Umsetzung dieser Änderung fand durch das Erste Gesetz zur Änderung des Informationsweiterverwendungsgesetzes (BGBl. 2015 I S. 1162) statt.

## Begriffsdefinitionen
Die Begriffsdefinitionen fanden sich in § 2 IWG:
Der Begriff der öffentlichen Stelle wurde weit gezogen. Darunter fielen Gebietskörperschaften wie Gemeinden, Landkreise, kreisfreie Städte, Land und Bund sowie die Sondervermögen wie z. B. das Sondervermögen Deutsche Bundespost. Es fielen aber auch darunter juristische Personen des öffentlichen Rechts und des Privatrechts, wenn diese Aufgaben im Allgemeininteresse erfüllen und durch die öffentliche Hand finanziert werden. Letztlich waren auch die Verbände darunter zu subsumieren, deren Mitglieder entweder Gebietskörperschaften oder die vorstehend genannten juristischen Personen umfassen.
Als Weiterverwendung (§ 2 Nr. 2 IWG) im Sinne des Gesetzes wurde jede Nutzung einer Information verstanden, „die über die Erfüllung öffentlicher Aufgaben hinausgeht und in der Regel auf die Erzielung von Entgelt gerichtet ist“. Allein die Wahrnehmung und die Einsicht in die dargestellten Zusammenhänge und die daraus folgende Verwertung des Wissens waren keine Weiterverwendung.
Berechtigt waren jeder Bürger und jede Bürgerin der Europäischen Union und jede natürliche oder juristische Person mit Wohnsitz oder Sitz in einem Mitgliedstaat (§ 3 Abs. 1 Satz 1 i. V. m. § 2 Nr. 5 IWG).

## Rechtsweg
Auf Verlangen des Bundesrates wurde § 5 IWG (inzwischen § 7 IWG) eingefügt, wonach bei Streitigkeiten aufgrund dieses Gesetzes der Verwaltungsrechtsweg zu beschreiten war.

## Kritik
Kritiker bemängelten, dass vor allem Selbstverständlichkeiten normiert wurden (z. B. die bereits aus Art. 3 GG ableitbare Gleichbehandlung), bei Exklusivverträgen weit auslegbare Klauseln aber das Beibehalten von Monopolstellungen erlaubten.
Weiterhin gab es Bereiche, in denen von diesem Gesetz behandelte Daten – da sie mit öffentlichen Mitteln gewonnen bzw. organisiert wurden – unter die Forderungen nach Open Access fallen.

## IWG in Österreich
In Österreich wurde die IW-Richtlinie durch das Bundesgesetz über die Weiterverwendung von Informationen öffentlicher Stellen (Informationsweiterverwendungsgesetz – IWG) umgesetzt. Das österreichische IWG ist auf Bundesebene am 19. November 2005 in Kraft getreten. Es wurde durch das Informationsweiterverwendungsgesetz 2022 und entsprechenden Gesetzesänderungen auf Landesebene abgelöst:
- Informationsweiterverwendungsgesetz 2022 des Bundes
- Burgenland: Burgenländisches Auskunftspflicht-, Informationsweiterverwendungs- und Statistikgesetz
- Kärnten: Kärntner Informations- und Statistikgesetz
- Niederösterreich: NÖ Auskunftsgesetz
- Oberösterreich: Oö. Auskunftspflicht-, Datenschutz- und Informationsweiterverwendungsgesetz
- Salzburg: Gesetz über Auskunftspflicht, Dokumentenweiterverwendung, Datenschutz, Landesstatistik und Geodateninfrastruktur
- Steiermark: Steiermärkisches Dokumenten-Weiterverwendungsgesetz
- Tirol: Tiroler Informationsweiterverwendungsgesetz 2021
- Vorarlberg: Dokumenten-Weiterverwendungsgesetz
- Wien: Wiener Informationsweiterverwendungsgesetz 2022